# أندي كروفورد (لاعب كرة قدم)
أندي كروفورد (بالإنجليزية: Andy Crawford)‏ هو لاعب كرة قدم بريطاني في مركز الهجوم، ولد في 30 يناير 1959 في Filey ‏ في المملكة المتحدة. لعب مع كارديف سيتي.